# 150 (numero)
Centocinquanta (150) è il numero naturale dopo il 149 e prima del 151.

## Proprietà matematiche
- È un numero pari.
- È la somma di 8 numeri primi consecutivi (7 + 11 + 13 + 17 + 19 + 23 + 29 + 31). Dato 150, la Funzione di Mertens restituisce il valore 0.[1]
- La somma della Funzione φ di Eulero per i primi 22 numeri interi, è pari a 150.
- È un numero composto con i seguenti 12 divisori: 1, 2, 3, 5, 6, 10, 15, 25, 30, 50, 75, 150. Poiché la somma dei suoi divisori (escluso il numero stesso) è 222 > 150, è un numero abbondante.
- È un numero semiperfetto in quanto pari alla somma di alcuni (o tutti) i suoi divisori.
- È un numero scarsamente totiente.
- È un numero di Harshad nel sistema di numerazione decimale, essendo divisibile per la somma delle sue cifre.
- È parte delle terne pitagoriche (42, 144, 150), (80, 150, 170), (90, 120, 150), (150, 200, 250), (150, 360, 390), (150, 616, 634), (150, 1120, 1130), (150, 1872, 1878), (150, 5624, 5626).
- È un numero palindromo nel sistema di numerazione posizionale a base 4 (2112) e in quello a base 7 (303).
- È un numero pratico.
- È un numero congruente.

## Astronomia
- 150P/LONEOS è una cometa periodica del sistema solare.
- 150 Nuwa è un asteroide della fascia principale del sistema solare.
- NGC 150 è una galassia a spirale della costellazione dello Scultore.

## Astronautica
- Cosmos 150 è un satellite artificiale russo.

## Convenzioni

### Telefonia
- È il numero dei vigili del fuoco in Repubblica Ceca